# Emil Rausch
Emil Rausch (ur. 11 września 1882 w Berlinie, zm. 14 grudnia 1954 tamże) – niemiecki pływak, mistrz olimpijski, uczestnik Letnich Igrzysk Olimpijskich 1904 w Saint Louis oraz Olimpiady Letniej 1906.

## Kariera sportowa
Podczas igrzysk olimpijskich w Saint Louis zdobył medale we wszystkich konkurencjach, w których wystąpił: złoty na 880 jardów i 1 mila stylem dowolnym oraz brązowy na dystansie 220 jardów stylem dowolnym. Podczas Olimpiady Letniej zdobył srebrny medal w sztafecie 4 × 250 m stylem dowolnym oraz wystąpił w wyścigu na 1 milę stylem dowolnym, znajdując się poza podium.